# Don Hartman
Pour les articles homonymes, voir Hartman.
Don Hartman, né  à New York le 18 novembre 1900 et mort à Palm Springs (Californie) le 23 mars 1958, est un réalisateur, scénariste et producteur de cinéma américain. 

## Filmographie partielle

### Comme réalisateur
- 1947 : L'Homme de mes rêves (It Had to Be You)
- 1948 : La Course aux maris (Every Girl Should Be Married)
- 1949 : Mariage compliqué (Holiday Affair)
- 1951 : It's a Big Country, film à sketch collectif
- 1951 : Laisse-moi t'aimer (Mr. Imperium)

### Comme scénariste
- 1935 : Collège rythme (Old Man Rhythm) de Edward Ludwig
- 1936 : Une princesse à bord (The Princess Comes Across) de William K. Howard
- 1937 : Champagne valse de A. Edward Sutherland
- 1937 : L'Amour à Waikiki (Waikiki Wedding), de Frank Tuttle
- 1938 : La Belle de Mexico (Tropic Holiday) de Theodore Reed
- 1938 : Paris Honeymoon de Frank Tuttle
- 1939 : Frou-frou de Broadway (The Star Maker) de Roy Del Ruth
- 1940 : En route vers Singapour (Road to Singapore) de Victor Schertzinger
- 1941 : En route vers Zanzibar (Road to Zanzibar) de Victor Schertzinger
- 1942 : En route vers le Maroc (Road to Morocco) de David Butler
- 1942 : La Blonde de mes rêves (My Favorite Blonde) de Sidney Lanfield
- 1943 : Pris sur le vif (True to Life) de George Marshall
- 1944 : La Princesse et le Pirate (The Princess and the Pirate) de David Butler
- 1944 : Un fou s'en va-t-en guerre (Up in Arms) d'Elliott Nugent
- 1945 : Le Joyeux Phénomène (Wonder Man) de H. Bruce Humberstone
- 1947 : L'Étoile des étoiles (Down to earth) d'Alexander Hall

### Comme producteur
- 1947 : L'Homme de mes rêves (It Had to Be You)
- 1958 : Désir sous les ormes (Desire Under the Elms) de Delbert Mann
- 1958 : La Meneuse de jeu (The Matchmaker) de Joseph Anthony